# Furcraea macdougalii
Furcraea macdougalii là một loài thực vật có hoa trong họ Măng tây. Loài này được Matuda mô tả khoa học đầu tiên năm 1955.

## Hình ảnh

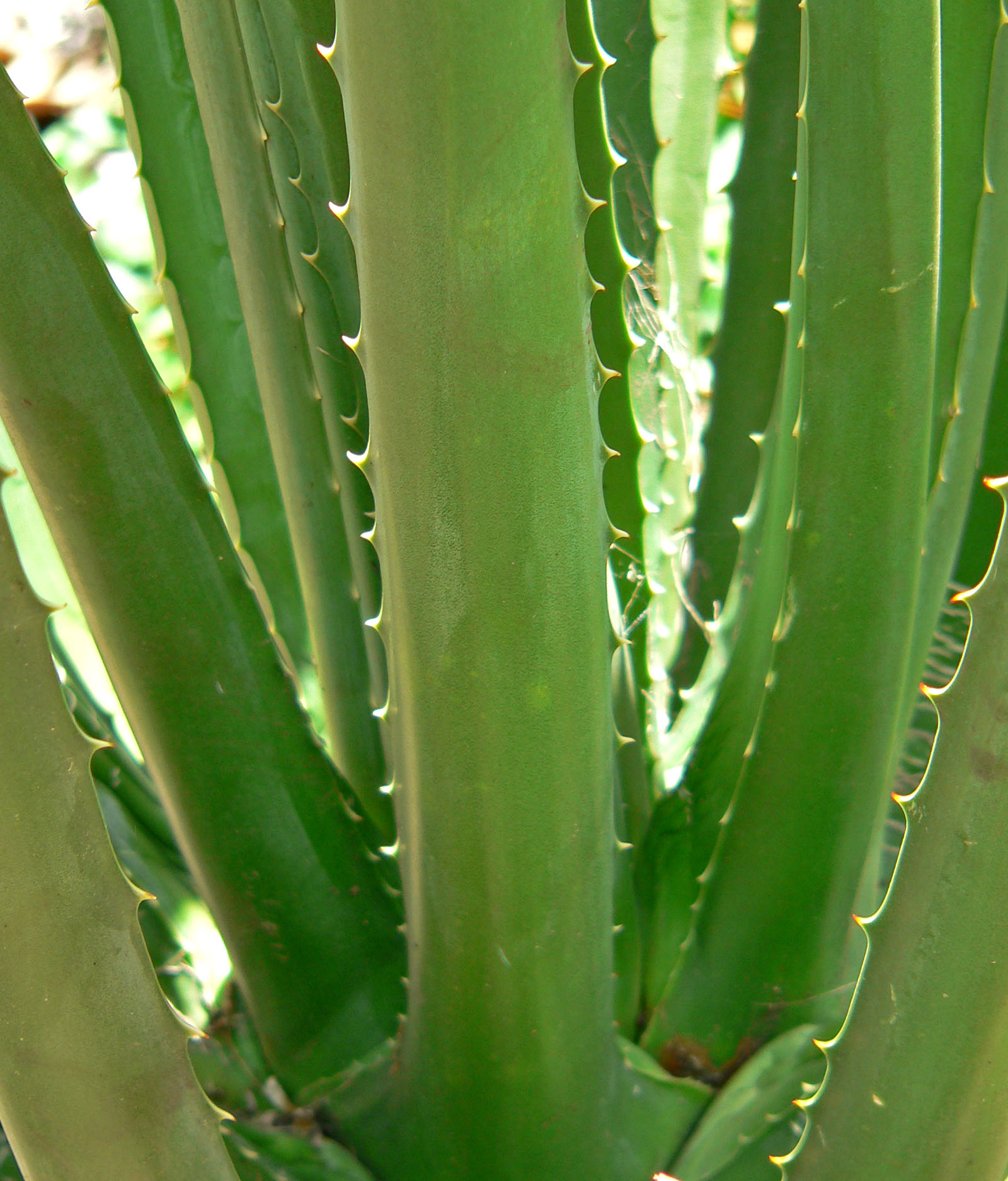
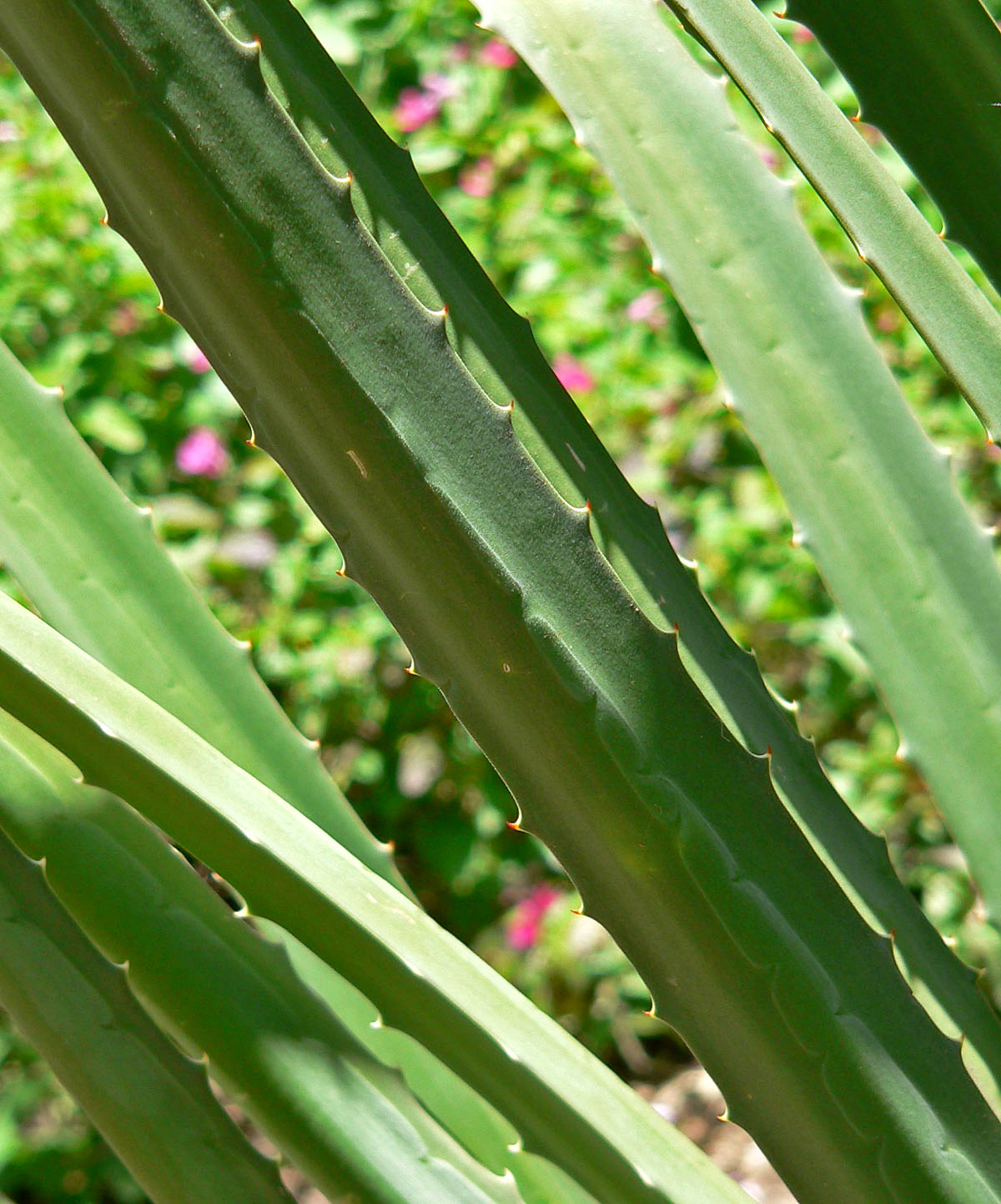
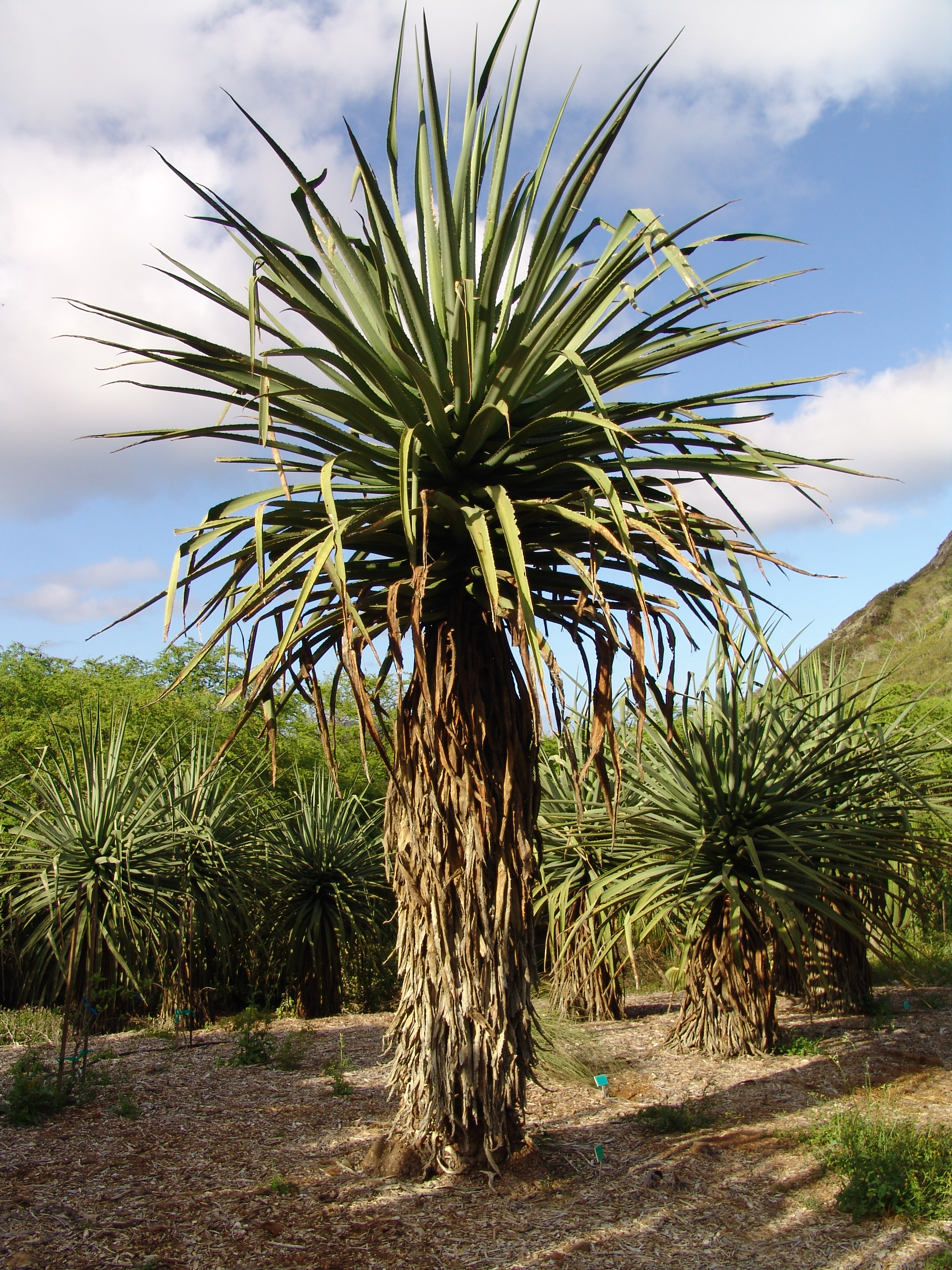
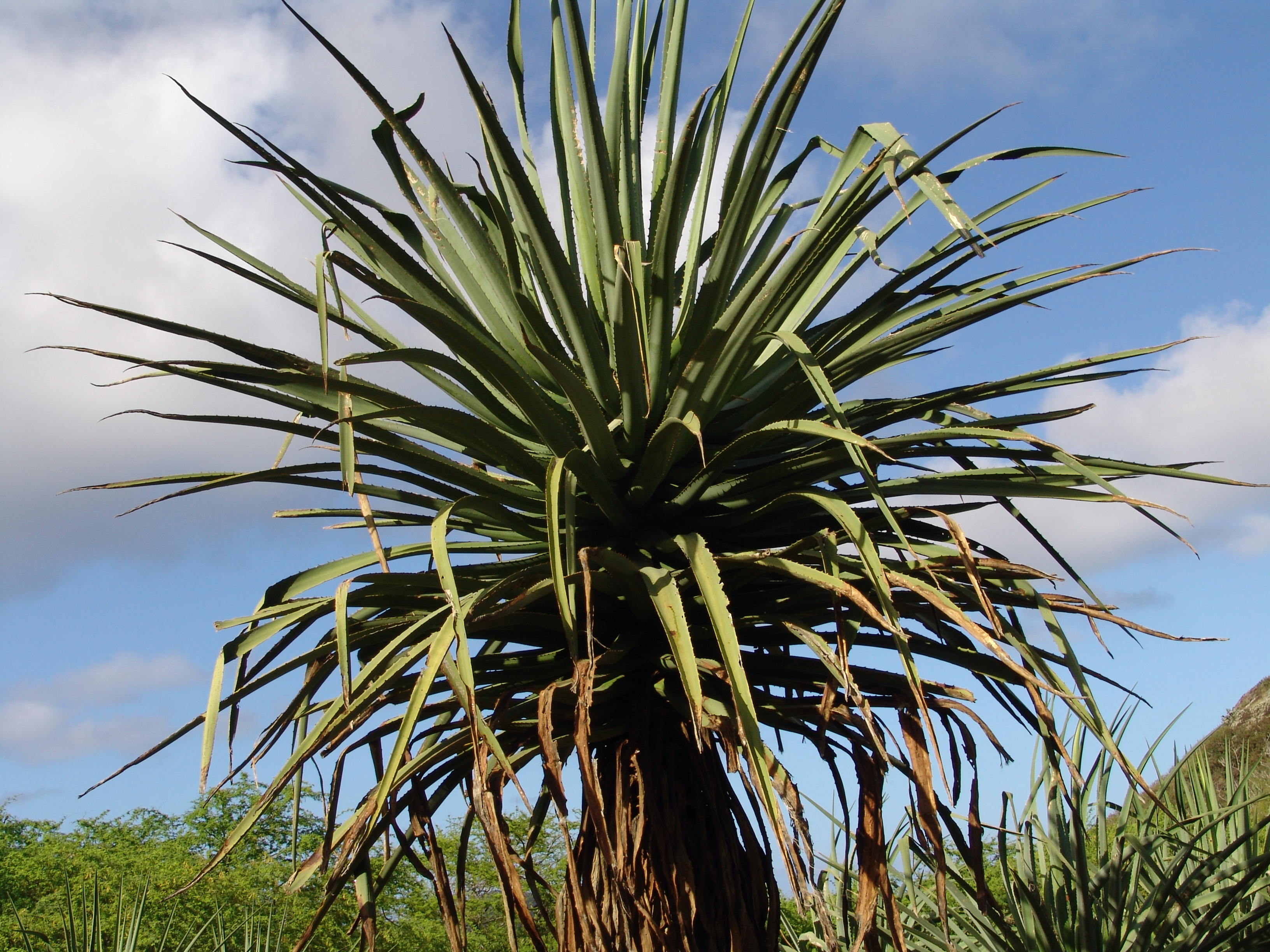